# Matthias Marsau
Matthias Marsau, né le 25 novembre 1997 à Pointe-à-Pitre, est un nageur français.
Il remporte la médaille de bronze du 200 mètres papillon aux Jeux européens de 2015 à Bakou.